# Banya Natsuishi
Ban'ya Natsuishi (夏石番矢 Natsuishi Ban'ya?) (n. Masayuki Inui, 3 iulie 1955, Aioi, Prefectura Hyōgo) este un poet haiku japonez.
A fondat cu Jim Kacian and Dimitar Anakiev World Haiku Association („Asociația Mondială Haiku”), al cărei director este.
A studiat cultura și literatura franceză la Universitatea din Tokio, obținând un masterat în literatură comparată în 1981. Din 1992 este profesor universitar de limbă franceză la Universitatea Meiji (Facultatea de Drept) din Tokio. Între 1996-1998 a fost profesor invitat la Université Paris 7 - Denis Diderot.
În 1998 fondează împreună cu Sayumi Kamakura revista de haiku Gin'yū („Trubadur”) al cărei redactor-șef devine.
A fost unul dintre inițiatorii (și secretar-general) al Primului Festival Internațional de Haiku Contemporan din 1999 ținut la Tokio.
Director al Asociației de Haiku Modern din Japonia.

## Cărți publicate[4]

### Volume de poezie
- 『猟常記』(Ryōjōki) („Jurnal normal de vânătoare”), 1983
- 『メトロポリティック』 (精鋭句集シリーズ6) („Metropolitique”), 1985
- 『真空律』(Shinkūritsu) („Legea vidului”), 1986
- 『神々のフーガ』(Kamigami no fūga) („Fuga zeilor”), 1990
- 『人体オペラ』(Jintai opera) („Opera trupului omenesc”), 1990
- 『楽浪』(Rakurō) („Vagabondaj plăcut”), 1992
- 『巨石巨木学』(Kyosekikyobokugaku) („Știința pietrelor și a copacilor gigantici”), 1995
- 『現代俳人文庫5  夏石番矢句集』(Gendai haijin bunko5 Natsuishi Ban'ya kushū) („Poet Haiku Modern, Natsuishi Banya Opere Alese”),  1995
- 『未来の滝―33句』(Mirai no ryūichi 33ku) („Viitoarele cascade 33 de poezii haiku”), 1998
- 『地球巡礼』(Chikyūjunrei) („Pelerinaj terestru”), 1998
- 『夏石番矢全句集  越境紀行』(Natsuishi Banyuzenkushū ekkyō jikō) („Jurnal de călătorie a trecerii frontierei, Operele complete ale lui Natsuishi Banyu”), 2001
- 『右目の白夜』(Natsume no byakuya) („Soarele de la miezul nopții al lui Natsume”), 2006
- 『連句　虚空を貫き』（カジミーロ・ド・ブリトーとの共著）(Renku kokū wo nuki) („Haiku-uri legate Străpungerea spațiului cosmic”), 2007
- 『空飛ぶ法王　161俳句』(Sora tobu hōō 161 haiku) („Papa zburătorul, 161 de poezii haiku”), 2008
- 『迷路のヴィルニュス』(Meiro no Viruniusu) („Vilniusul labirintic”), 2009
- 『ブラックカード』、砂子屋書房、2012

### Volume de critică literară
- 『俳句のポエティック　戦後俳句作品論』(Haiku no poetikku sengohaikusakuhinron) („Poetica poeziei haiku, Teorie haiku de după război”), 1983
- 『現代俳句入門』(Gendaihaiku nyūmon) („Introducere în poezia haiku modernă”),　1985 （coautor）
- 『現代俳句キーワード辞典』(Gendaihaiku kīwādo jiten) („Dicționar de cuvinte-cheie din poezia haiku modernă”), 1990
- 『天才のポエジー』(Tensai no poejī) („Poezia geniului”), 1993
- 『<超早わかり>現代俳句マニュアル』(Chōhayawakari gendaihaiku manyuaru) („Manual de înțelegere ultrarapidă a poeziei haiku moderne”), 1996
- 『世界俳句入門』(Sekaihaiku nyūmon) („Introducere în poezia haiku globală”), 2003
- 『俳句縦横無尽』(Haiku jūōmujin) („Poezie haiku liberă”), 2010 （coautor）

## Coeditări
- 『エロチシズム』金子兜太,復本一郎共編, 雄山閣出版, 1996 (Series俳句世界1) (Erochishizumu) („Erotismul”)
- 『笑いの認知学』上田五千石,復本一郎共編, 雄山閣出版, 1996 (Series俳句世界2) (Warai no ninchigaku) („Știința cognitivă a râsului”)
- 『無季俳句の遠心力』佐佐木幸綱,復本一郎共編, 雄山閣出版, 1997 (Series俳句世界3) (Muki haiku no enshinryoku) („Forța centrifugală a poeziei haiku fără aluzie la anotimp”)
- 『歳時記の宇宙』 鷹羽狩行,復本一郎共編, 雄山閣出版, 1997 (Series俳句世界4) (Saijiki no uchū) („Cosmosul dicționarelor haiku”)
- 『芭蕉解体新書』川本皓嗣,復本一郎共編, 雄山閣出版, 1997(Series俳句世界別冊1) (Bashō kaitai shinsho) („Cartea cercetării minuțioase a operei lui Bashō”)
- 『俳句・深層のコスモロジー』 岡井隆、復本一郎共編, 雄山閣出版, 1997 (Series俳句世界5) (Haiku- shinsō no kosumorojī) („Haiku- cosmologia adâncului”)
- 『現代歳時記』 金子兜太,黒田杏子共編, 成星出版, 1997 (Gendai saijiki) („Dicționar haiku contemporan”)
- 『パロディーの世紀』荻野アンナ,復本一郎共編, 雄山閣出版, 1997 (Series俳句世界6)  (Parodī no seiki) („Secolul parodiei”)
- 『俳句は友だち おぼえておきたい名作80選』 教育出版, 1997 (Haiku ha tomodachi oboeteokitai meissaku 80sen) („Prietena noastră poezia haiku- 80 de poezii alese demne de ținut minte”)
- 『時代と新表現』 坪内稔典,復本一郎共編, 雄山閣出版, 1998 (Series俳句世界7) (Jidai to shindaigen) („Era și noua exprimare”)
- 『子規解体新書』 粟津則雄,復本一郎共編, 雄山閣出版, 1998 (Series俳句世界別冊2) (Shiki taikai shingaku) („Cartea cercetării minuțioase a operei lui Shiki”)
- 『旅のトポロジー』 鎌田東二,復本一郎共編, 雄山閣出版, 1998 (Series俳句世界8) (Tabi no toporojī) („Topologia călătoritului”)
- 『日曜日の随想2008』（共著） 日本経済新聞出版社, 2009 (Nichiyōbi no zuisō) („Eseuri duminicale”)

## Cărți publicate în străinătate
- Haiku: antichi e moderni, Garzanti Editore, Italia, 1996 (coautor)
- A Future Waterfall―100 Haiku from the Japanese, Red Moon Press, SUA, 1999 și 2004
- Romanje po Zemlji, Društvo Apokalipsa, Slovenia, 2000
- Цветята на Вятьра, Matom, Bulgaria, 2001
- Poesia Sempre NÚMERO 17, Fundação Biblioteca Nacional, Brazilia, 2002 (co-authored)
- Haiku: Poetry Ancient & Modern, MQP, Marea Britanie, 2002 (coautor)
- Haiku: the leaves are back on the tree, Grecia, 2002 (coautor)
- Ombres et Lumières, LCR, Bulgaria, 2003 (coautor)
- Haiku: Poésie anciennes et Modernes, Édition Vega, Franța, 2003 (coautor)
- Странный Ветер, Иностранка, Rusia, 2003 (coautor)
- The Road: world haiku, Ango Boy, Bulgaria, 2004 (coautor)
- Ribnik tišine: slovenska haiku antologija, Društvo Apokalipsa, Slovenia, 2005 (coautor)
- L'Anthologie du Poème Bref, Les Dossiers d'Aquitaine, France, 2005 (coautor)
- Right Eye in Twilight, Wasteland Press, SUA, 2006
- Îmbrățișarea planetelor, Edidura Făt-Frumos, România, 2006
- Espíritos Elementares: vinte e três simulacros, in-libris, Portugalia, 2006 (coautor)
- Endless Helix: Haiku and Short Poems, Cyberwit.net, India, 2007
- Le bleu du martin pêcheur: Haïkus, L'iroli, Beauvais, Franța, 2007 (coautor)
- Madarak / Birds / 鳥: 50 Haiku, Balassi Kiadó, Ungaria, 2007
- Pellegrinaggio terrestre / Earth Pilgrimage / 地球巡礼, alba libri, Italia, 2007
- Flying Pope: 127 Haiku/空飛ぶ法王　127俳句, Cyberwit.net, India, 2008
- Balsis no mākoņiem / Voices from the Clouds / 雲から声, Minerva, Latvia, 2008.
- MUNDUS poesie per un'etica del rifiuto, Valtrend Editore Napoli, 2008 (coautor)
- 同心円/KONCENTRIČNI KRUGOVI, PUNTA, Niš, Serbia, 2009 (tr. de Dragan J. Ristić)
- ハイブリッド天国 / Hybrid Paradise, Cyberwit.net, India (original japonez cu traduceri în engleză de Ban'ya Natsuishi & Jim Kacian), 2010

## Premii
- Premiul Asociației de haiku modern (Japonia, 1992)
- AZsacra International Poetry Award for Taj Mahal Review, 2008
- 国際俳句コンクール伝統的詩形部門第3位, 2007（ルーマニア俳句協会）(Locul 3 la Concursul Internațional de Haiku, secția formă tradițională), Asociația Română de Haiku)
- ルーマニア俳句協会表彰状, 2005 (Diploma Asociației Române de Haiku)
- 第1回21世紀えひめ俳句賞　河東碧梧桐賞, 2002 (Premiul Secolul 21 Ehime Haiku, ediția I)
- 世界俳句業績コンテスト第3位, 2000 (Locul 3 Concursul Opere Haiku din Lume)
- 第38回現代俳句協会賞, 1991 (Premiul Asociației de Haiku Modern, ed. 38)
- 第1回椎の木賞, 1984 (Premiul Pomului de Castan, ed. 1)
- 第9回「俳句研究」50句競作入選　第1位, 1981 (Locul 1, Cercetare Haiku, ed. 9)
- 俳句雑誌「俳句評論」昭和54年度年間推薦作家, 1980 (Autorul recomandat al anului 1979, Revista de haiku Haiku Hyōron)